# アレはスゴイはず!?
『アレはスゴイはず!?』は、2013年10月4日から2014年3月30日まで、テレビ朝日で日曜日0:45 - 1:15（土曜日深夜、JST）に放送されていたバラエティ番組である。

## 概要
「不動産屋の住む物件」のような、その業界のプロが行う「スゴイはず!?」という事を調査する番組。ゲストがプレゼンする。
2013年12月20日までは、金曜日2:21 - 2:51（木曜日深夜、JST）の放送だった。2014年1月4日 15:30 - 16:55（JST）にスペシャルが放送された。2014年4月6日から、『アレはスゴかった!!』に改題の上、日曜日23:15 - 翌0:10（JST）に枠移動し、同年9月28日まで放送された。

## 出演者
- 土田晃之
- 林美沙希（テレビ朝日アナウンサー） - 『アレはスゴイはず!?』に出演
- 弘中綾香（テレビ朝日アナウンサー） - 『アレはスゴかった!!』に出演

ほかゲスト

## ネット局

### アレはスゴイはず!?
| 放送対象地域 | 放送局                | 系列           | 放送日時                          | 放送開始日     | 遅れ       |
| ------------ | --------------------- | -------------- | --------------------------------- | -------------- | ---------- |
| 関東広域圏   | テレビ朝日（EX）      | テレビ朝日系列 | 日曜 0:45 - 1:15（土曜深夜）      | 2013年10月4日  | 制作局     |
| 山口県       | 山口朝日放送（yab）   | テレビ朝日系列 | 金曜 1:15 - 1:45（木曜深夜）      | 2013年10月18日 | 遅れネット |
| 福島県       | 福島放送（KFB）       | テレビ朝日系列 | 日曜 0:45 - 1:15（土曜深夜）      | 2013年10月20日 | 遅れネット |
| 愛媛県       | 愛媛朝日テレビ（eat） | テレビ朝日系列 | 月曜 1:53 - 2:23（日曜深夜）      | 2013年10月28日 | 遅れネット |
| 日本全国     | テレ朝チャンネル1     | CS放送         | 土曜 21:00 - 21:30 （再放送あり） | 2013年11月2日  | 遅れネット |
| 青森県       | 青森朝日放送（ABA）   | テレビ朝日系列 | 水曜 0:50 - 1:20（火曜深夜）      | 2013年11月13日 | 遅れネット |
| 石川県       | 北陸朝日放送（HAB）   | テレビ朝日系列 | 月曜 1:40 - 2:10（日曜深夜）      | 2014年1月19日  | 遅れネット |

単発放送
- 香川県・岡山県 - 瀬戸内海放送（KSB）：2013年10月25日（第1回）、11月13日（第2回）、2014年1月8日（第6回）

#### スペシャル版
| 放送対象地域 | 放送局                | 系列           | 放送日時                    | 遅れ日数   |
| ------------ | --------------------- | -------------- | --------------------------- | ---------- |
| 関東広域圏   | テレビ朝日（EX）      | テレビ朝日系列 | 2014年1月4日 15:30 - 16:55  | 制作局     |
| 北海道       | 北海道テレビ（HTB）   | テレビ朝日系列 | 2014年1月4日 15:30 - 16:55  | 同時ネット |
| 宮城県       | 東日本放送（KHB）     | テレビ朝日系列 | 2014年1月4日 15:30 - 16:55  | 同時ネット |
| 福島県       | 福島放送（KFB）       | テレビ朝日系列 | 2014年1月4日 15:30 - 16:55  | 同時ネット |
| 中京広域圏   | メ〜テレ（NBN）       | テレビ朝日系列 | 2014年1月4日 15:30 - 16:55  | 同時ネット |
| 愛媛県       | 愛媛朝日テレビ（eat） | テレビ朝日系列 | 2014年1月4日 15:30 - 16:55  | 同時ネット |
| 大分県       | 大分朝日放送（OAB）   | テレビ朝日系列 | 2014年1月4日 15:30 - 16:55  | 同時ネット |
| 沖縄県       | 琉球朝日放送（QAB）   | テレビ朝日系列 | 2014年1月4日 15:30 - 16:55  | 同時ネット |
| 富山県       | 富山テレビ（BBT）     | フジテレビ系列 | 2014年3月16日 16:00 - 17:25 | 72日遅れ   |
| 秋田県       | 秋田朝日放送（AAB）   | テレビ朝日系列 | 2014年3月23日 13:55 - 15:25 | 79日遅れ   |

### アレはスゴかった!!
| 放送対象地域   | 放送局                  | 系列           | 放送日時                     | 放送開始日    | 遅れ       |
| -------------- | ----------------------- | -------------- | ---------------------------- | ------------- | ---------- |
| 関東広域圏     | テレビ朝日 (EX)         | テレビ朝日系列 | 日曜 23:15 - 翌0:10          | 2014年4月6日  | 制作局     |
| 北海道         | 北海道テレビ (HTB)      | テレビ朝日系列 | 日曜 23:15 - 翌0:10          | 2014年4月6日  | 同時ネット |
| 青森県         | 青森朝日放送 (ABA)      | テレビ朝日系列 | 日曜 23:15 - 翌0:10          | 2014年4月6日  | 同時ネット |
| 岩手県         | 岩手朝日テレビ (IAT)    | テレビ朝日系列 | 日曜 23:15 - 翌0:10          | 2014年4月6日  | 同時ネット |
| 宮城県         | 東日本放送 (KHB)        | テレビ朝日系列 | 日曜 23:15 - 翌0:10          | 2014年4月6日  | 同時ネット |
| 秋田県         | 秋田朝日放送 (AAB)      | テレビ朝日系列 | 日曜 23:15 - 翌0:10          | 2014年4月6日  | 同時ネット |
| 山形県         | 山形テレビ (YTS)        | テレビ朝日系列 | 日曜 23:15 - 翌0:10          | 2014年4月6日  | 同時ネット |
| 福島県         | 福島放送 (KFB)          | テレビ朝日系列 | 日曜 23:15 - 翌0:10          | 2014年4月6日  | 同時ネット |
| 新潟県         | 新潟テレビ21 (UX)       | テレビ朝日系列 | 日曜 23:15 - 翌0:10          | 2014年4月6日  | 同時ネット |
| 長野県         | 長野朝日放送 (abn)      | テレビ朝日系列 | 日曜 23:15 - 翌0:10          | 2014年4月6日  | 同時ネット |
| 静岡県         | 静岡朝日テレビ (SATV)   | テレビ朝日系列 | 日曜 23:15 - 翌0:10          | 2014年4月6日  | 同時ネット |
| 石川県         | 北陸朝日放送 (HAB）     | テレビ朝日系列 | 日曜 23:15 - 翌0:10          | 2014年4月6日  | 同時ネット |
| 中京広域圏     | メ〜テレ (NBN)          | テレビ朝日系列 | 日曜 23:15 - 翌0:10          | 2014年4月6日  | 同時ネット |
| 広島県         | 広島ホームテレビ (HOME) | テレビ朝日系列 | 日曜 23:15 - 翌0:10          | 2014年4月6日  | 同時ネット |
| 山口県         | 山口朝日放送 (yab)      | テレビ朝日系列 | 日曜 23:15 - 翌0:10          | 2014年4月6日  | 同時ネット |
| 香川県・岡山県 | 瀬戸内海放送 (KSB)      | テレビ朝日系列 | 日曜 23:15 - 翌0:10          | 2014年4月6日  | 同時ネット |
| 愛媛県         | 愛媛朝日テレビ (eat)    | テレビ朝日系列 | 日曜 23:15 - 翌0:10          | 2014年4月6日  | 同時ネット |
| 福岡県         | 九州朝日放送（KBC）     | テレビ朝日系列 | 日曜 23:15 - 翌0:10          | 2014年4月6日  | 同時ネット |
| 長崎県         | 長崎文化放送 (NCC)      | テレビ朝日系列 | 日曜 23:15 - 翌0:10          | 2014年4月6日  | 同時ネット |
| 熊本県         | 熊本朝日放送 (KAB)      | テレビ朝日系列 | 日曜 23:15 - 翌0:10          | 2014年4月6日  | 同時ネット |
| 大分県         | 大分朝日放送 (OAB)      | テレビ朝日系列 | 日曜 23:15 - 翌0:10          | 2014年4月6日  | 同時ネット |
| 鹿児島県       | 鹿児島放送 (KKB)        | テレビ朝日系列 | 日曜 23:15 - 翌0:10          | 2014年4月6日  | 同時ネット |
| 沖縄県         | 琉球朝日放送 (QAB)      | テレビ朝日系列 | 日曜 23:15 - 翌0:10          | 2014年4月6日  | 同時ネット |
| 近畿広域圏     | 朝日放送 (ABC)          | テレビ朝日系列 | 月曜 0:58 - 1:53（日曜深夜） | 2014年4月7日  | 103分遅れ  |
| 高知県         | 高知放送 (RKC)          | 日本テレビ系列 | 日曜 0:50 - 1:50（土曜深夜） | 2014年4月20日 | 遅れネット |

## スタッフ

### アレはスゴイはず!?
- ナレーター：藤本隆行
- 構成：石原健次、長谷川大雲、藤本昌平
- ロケ技術：テーク・ワン
- 美術：井磧伸介
- 美術進行：吉居真夏、廣澤陽子
- メイク：川口カツラ
- CG：南治樹
- 編集：坂朋典
- MA：斉藤亮
- 音効：岩谷知朗
- TK：安達真理
- デスク：星野敬子
- 宣伝：望野智美
- 編成：柳井寛史
- 美術協力：テレビ朝日クリエイト
- 技術協力：読売映像
- 制作デスク：渡辺陸、樋上雄大
- ディレクター：嘉数真二郎、高橋正人
- プロデューサー：藤井裕久／小坂真由美・持田順也（2人共創輝）
- GP・演出：保坂広司
- 制作：テレビ朝日

### アレはスゴかった!!
- ナレーター：藤本隆行
- 構成：藤本昌平、長谷川大雲、山本太蔵、村上洋賢、梶谷直人
- ロケ技術：テーク・ワン
- 技術協力：ヌーベルバーグ
- 美術：井磧伸介
- デザイン：飛田幸
- 美術進行：吉居真夏、廣澤陽子
- メイク：川口カツラ
- CG：南治樹
- 編集：上坂一史、細谷大輔
- MA：杉山正
- 音効：岩谷知朗
- TK：安達真理
- デスク：岡本真理子
- 宣伝：望野智美
- 編成：二階堂義明、西岡佐知子
- リサーチ：神山敏博、田中郁子
- 制作デスク：貴島彩理、渡辺陸、樋上雄大、佐藤友里亜、小髙菜緒、近藤梨紗、五十嵐大輔、清水暁、藤本友輔
- AP：向井美科、江口慧
- ディレクター：平山建司、松原裕、大崎義宏、佐藤だいすけ、嘉数真二郎、高橋正人
- プロデューサー：藤井裕久／小坂真由美・持田順也（2人共創輝）、前田雅弘（ザ・ワークス）
- ゼネラルプロデューサー：保坂広司
- 製作著作：テレビ朝日

#### 歴代のスタッフ
- 構成：石原健次
- 編成：吉川徹
- ディレクター：篠原崇